# 特殊土壌地帯災害防除及び振興臨時措置法
特殊土壌地帯災害防除及び振興臨時措置法（とくしゅどじょうちたいさいがいぼうじょおよびしんこうりんじそちほう、昭和27年4月25日法律第96号）は、特殊土壌地帯における災害の防除と農地改良を樹立し、その事業を実施することによる、特殊土壌地帯の保全と農業生産力の向上に関する法律である。
全10条からなり、5年の時限法であるが延長を繰り返し現在も有効である。法令番号は昭和27年法律第96号、1952年（昭和27年）4月25日に公布された。

## 特殊土壌地帯
同法律における特殊土壌とはシラス、ボラ、コラ、赤ホヤ、花崗岩風化土(まさ土)、ヨナ、富士マサを指し、当該土壌が分布する地帯（特殊土壌地帯）では治山事業、河川改修事業、砂防事業やかんがい排水事業、畑作振興事業等が行われる。また後進地域の開発に関する公共事業に係る国の負担割合の特例に関する法律による県の財政力に応じた補助特例が実施される。
平成29年（2017年）4月1日現在、大分県、熊本県、福岡県、山口県、広島県、岡山県、鳥取県、兵庫県、静岡県では一部地域が、また鹿児島県、宮崎県、高知県、愛媛県、島根県では全域が特殊土壌地帯として指定されている。

## 改正
おおむね5年ごとに法律期限の延長が行われている。
第193回国会において、平成34年→令和4年（2022年）3月31日までその期限が延長された。（第13次延長）
第208回国会において、令和9年（2027年）3月31日までその期限が延長された。（第14次延長）